# Інерцоїд
Інерціоїд, інерцоїд, інерційний рушій (помилкова назва «інерційний двигун») — механізм, пристрій або ж апарат, нібито здатний розпочинати поступальний рух у просторі (або по поверхні) без взаємодії з навколишнім середовищем, а лише завдяки переміщенню робочого тіла, вміщеного всередині. Автори інерцоїдів, показуючи діючі моделі, або дають некоректне пояснення їх роботи, засноване на відомих законах фізики, або стверджують, що для створення руху використовуються якісь «нові» (невідомі сучасній науці) властивості інерційних мас і гравітаційних полів.
Можливість створення такого рушія сучасна наука заперечує через суперечність із законом збереження імпульсу. Критики, не заперечуючи можливості існування невідомих фізичних взаємодій, наполягають на тому, що наслідки таких взаємодій повинні бути на багато порядків слабші, ніж потрібно для їх виявлення і використання в пристроях на зразок запропонованих авторами.

## Пояснення парадокса
Принцип роботи двигуна інерцоїда заснований на тому, що всередині нього міститься вантаж, який за допомогою приводу від електродвигуна здійснює періодичний рух по замкнутій траєкторії всередині корпуса машини. Під час руху в одному напрямку сила, яка прискорює вантаж, мала, під час руху в зворотному напрямку прискорювальна сила велика. Згідно з третім законом Ньютона, під час руху вантажу в одному напрямку він діє на корпус інерцоїда з малою силою, що не перевищує сили тертя спокою інерцоїда об поверхню Землі, а під час руху в іншому напрямку — з великою силою, що перевищує силу тертя і приводить інерцоїд в рух.
Відповідно до закону збереження імпульсу {\displaystyle m\Delta v=F\Delta t}, де {\displaystyle m} — маса вантажу з пружиною на інерцоїді, {\displaystyle \Delta v} — набута ним швидкість, {\displaystyle F} — сила для прискорення вантажу на пружині, за третім законом Ньютона, рівна силі дії вантажу на інерцоїд, {\displaystyle \Delta t} — час прискорення вантажу на пружині в одному напрямку. Якщо величина імпульсу {\displaystyle m\Delta v} рівна за абсолютною величиною для прямого і зворотного напрямку прискорення вантажу, то {\displaystyle F} тим більша за абсолютною величиною, чим менше {\displaystyle \Delta t}. Під час прискорення вантажу в один бік з великим {\displaystyle \Delta t} сила {\displaystyle F} менша від сили тертя спокою, під час прискорення вантажу в інший бік сила {\displaystyle F} більша від сили тертя спокою і сили тертя ковзання і модель розпочинає рух.

## Історія
Вперше термін «інерцоїд» придумав інженер В. М. Толчин у 1930-ті роки. «Візок Толчина» являє собою платформу на колесах, нагорі якої на важелях переміщуються один або два вантажі: в один бік повільно, а в інший — швидше. Для переміщення вантажів використовується, наприклад, пружинний механізм від заводних іграшок. Хоча до коліс немає жодної силової передачі, такий візок нерівномірно, але напрямлено рухається. Аналогічний ефект (але з рухом у протилежний бік) спостерігається і під час встановлення інерцоїда на плавучу модель.
У середині 1970-х років тема інерцоїдів була досить популярною: ці механізми демонструвалися в телепередачах (напр., «Це ви можете»), про них писали популярні молодіжні науково-технічні журнали тощо.

## Принцип роботи

### Фізична модель
Принцип дії інерцоїдів полягає в тому, що їхній цілеспрямований рух викликається різницею сили тертя в опо́рі за прямого і зворотного півтакту роботи. За сухого тертя опір повільному рухові перевищує опір швидкому (за одного півтакту, коли прикладається мала сила, сила тертя спокою не долається і апарат залишається на місці; за зворотного півтакту сила тертя долається, апарат рухається). У рідинах навпаки — опір швидкому рухові перевищує опір повільному рухові. Пояснення ефекту в рідинах принципово інше (оскільки в рідинах і газах немає сили тертя спокою) і ґрунтується на в'язкому терті.
Тим самим заперечується заявлена можливість переміщення без взаємодії із зовнішнім середовищем — взаємодія із середовищем відбувається через тертя (це доводять і експерименти з інерцоїдами на крутильних терезах, коли напрямленого руху не виникає; у вакуумі рух інерцоїдів, що працюють на принципі відкидання повітря, також не відбувається).

### Пояснення авторів
Автори інерцоїдів категорично не згодні з традиційним поясненням; вони стверджують, що тертя в осях якраз спеціально робиться якомога меншим і ним можна знехтувати (хоча класична механіка для пояснення ефекту залучає не силу тертя в осях, а силу тертя між апаратом (у сухому випадку — колесами) і поверхнею).
Самі автори стверджують: Г. І. Шипов, діяч псевдонауки і великий ентузіаст інерцоїдів (згодом академік громадської організації РАПН), для їх пояснення використовує псевдонаукову теорію торсійних полів і нібито розроблене ним узагальнення механіки Ньютона — яке він назвав механікою Декарта («теорія фізичного вакууму»). Ці методи розкритиковано науковою спільотою.

## Випробування в космосі
У травні 2008 року запущено в космос малий космічний апарат «Ювілейний» з інерцоїдом на борту. Ініціатором виведення в космос інерцоїда, прозваного журналістами «гравіцапою», був генерал Валерій Меньшиков, директор НДІ космічних систем. Експерименти фінансувалися в рамках міждержавної російсько-білоруської програми «Космос СГ», де головним виконавцем є також Валерій Меньшиков (однак інші джерела стверджують, що, всупереч поширеній думці, апаратура не проходила сертифікації в Роскосмосі, супутник — студентський, і, в принципі, будь-яка техніка могла взяти участь у науковій програмі супутника). Попри попередження вчених про неможливість таким рушієм створити тягу в космосі, оскільки це суперечить одному з фундаментальних фізичних законів — закону збереження імпульсу, його автори заявляли, що в НДІ КС «рушій без викиду реактивної маси» працював і створював тягу 28 грам. На цей рушій видано патент «Роспатентом».
У червні-липні того ж року проведено перші випробування, результати яких названо «неоднозначними», а в лютому 2010 почалися повномасштабні експерименти.
Як і очікували вчені, виведений у космос рушій не зміг змінити орбіти супутника. Сам принцип роботи «двигуна» і діяльність, пов'язана з його «створенням», не раз обговорювала і критикувала Комісія РАН з боротьби зі лженаукою. На думку академіка Едуарда Круглякова, голови цієї комісії, подібні експерименти завдали істотної шкоди як бюджету, так і науковому престижу Росії.

## Псевдонаукова література
- Шипов Г. И. Теория физического вакуума, М., 2002
- Шипов Г. И. 4D гироскоп в механике Декарта [Архівовано 12 травня 2021 у Wayback Machine.] // trinitas.ru
- Меньшиков В. А., Дедков В. К. [www.second-physics.ru/lib/books/menshikov_tainy_tyagotenia.zip Тайны тяготения] — М. НИИ КС. 2007
- Меньшиков В. А. Антигравитационный двигатель — правда или вымысел? [Архівовано 12 травня 2021 у Wayback Machine.] // trinitas.ru
- Актуальная Россия (вопросы экономической теории и практики). Т. 1. [Архівовано 2 травня 2014 у Wayback Machine.]